# 4079 Бріттен
4079 Бріттен (4079 Britten) — астероїд головного поясу, відкритий 15 лютого 1983 року.
Тіссеранів параметр щодо Юпітера — 3,187.